# هاري قاولد
هاري قاولد (بالإنجليزية: Harry Gould)‏ (5 يناير 1925 في المملكة المتحدة - 20 مايو 2010) هو لاعب كرة قدم بريطاني في مركز مهاجم داخلي. لعب مع نادي ترانمير روفرز لكرة القدم.